# Telmatobius hauthali
Espèce
Statut de conservation UICN

 EN  : En danger
Telmatobius hauthali est une espèce d'amphibiens de la famille des Telmatobiidae.

## Répartition
Cette espèce est endémique de Cazadero Grande dans le département de Tinogasta dans la province de Catamarca dans le nord-ouest de l'Argentine. Elle se rencontre à environ 4 020 m d'altitude.

## Étymologie
Cette espèce est nommée en l'honneur de Rudolph Hauthal.

## Publication originale
- Koslowsky, 1895 : Batracios y reptiles de Rioja y Catamarca (Republica Argentina) recogidos durante los meses de Febrero a Mayo de 1895. Revista del Museo de la Plata, vol. 6, p. 357–370 (texte intégral).